# Ferdinand Kopf
Ferdinand Kopf (* 30. Mai 1857 in Kürzell bei Lahr; † 24. Mai 1943 in Freiburg im Breisgau) war ein deutscher Rechtsanwalt und Politiker der Zentrumspartei.

## Leben und Beruf
Ferdinand Kopf, ältestes von fünf Kindern von Benedikt Kopf und Katharina Wacker, sollte ursprünglich Geistlicher werden. Er studierte dann aber in Freiburg und Heidelberg Rechtswissenschaften. 1884 beendete er sein Studium und ließ sich als Rechtsanwalt in Freiburg nieder. Er wurde dort Rechtsreferent des Erzbischöflichen Ordinariats. Hier kam er intensiv mit den verschiedenen Aspekten des Kulturkampfes in Kontakt. Er hatte drei Töchter und einen Sohn, Hermann Kopf. Er war auch Gründer der Freiburger Tagespost. Diese war aus der Gesellschaft Pressverein hervorgegangen und wurde von Theodor Wacker unterstützt.

## Abgeordneter
Von 1885 bis 1898 war Ferdinand Kopf für die Zentrumsfraktion Mitglied in der zweiten Kammer des badischen Landtages. In dieser Zeit engagierte er sich unter anderem für kirchliche Verwaltung konfessioneller Wohltätigkeits- und Schulstiftungen. Daneben arbeitete er mit am Ausführungsgesetz zum Bürgerlichen Gesetzbuch.
1901 bis 1921 war er erneut Mitglied des Landtages. In dieser Zeit war er kirchenpolitischer Sprecher der Fraktion und zweimalig Präsident der Haushaltskommission. Hauptsächlich befasste Kopf sich mit dem Abbau der durch die Kulturkampfgesetzgebung verursachten Auswirkungen auf die katholische Kirche. 1918 wurde er Präsident der zweiten Kammer. Vom 5. Januar 1919 bis zu seinem Abschied am 7. Oktober 1921 war Ferdinand Kopf Präsident der Verfassungsgebenden Nationalversammlung.
1890 wurde Kopf erstmals in den Bürgerausschuss berufen. Dort war er von 1911 bis 1926 Obmann der Stadtverordneten. Danach war er von 1926 bis 1930 Mitglied des Stadtrates.
1907 bis 1909 war Ferdinand Kopf Mitglied des Kreistages, 1919 dessen Vorsitzender.

## Sonstige Mitgliedschaften
Kopf wurde schon kurz nach ihrer Gründung Mitglied der KDStV Hercynia Freiburg im Breisgau im CV. Nach 1885 setzte er sich für den Mittelbadischen Bauernverein durch die Gründung von Ortsgruppen und die Übernahme von Rechtsangelegenheiten seiner Mitglieder ein. 1899 wurde Kopf Präsident des katholischen Bürgervereins, sowie Vorsitzender der Freiburger Gruppe des katholischen Volksvereins.

## Ehrungen

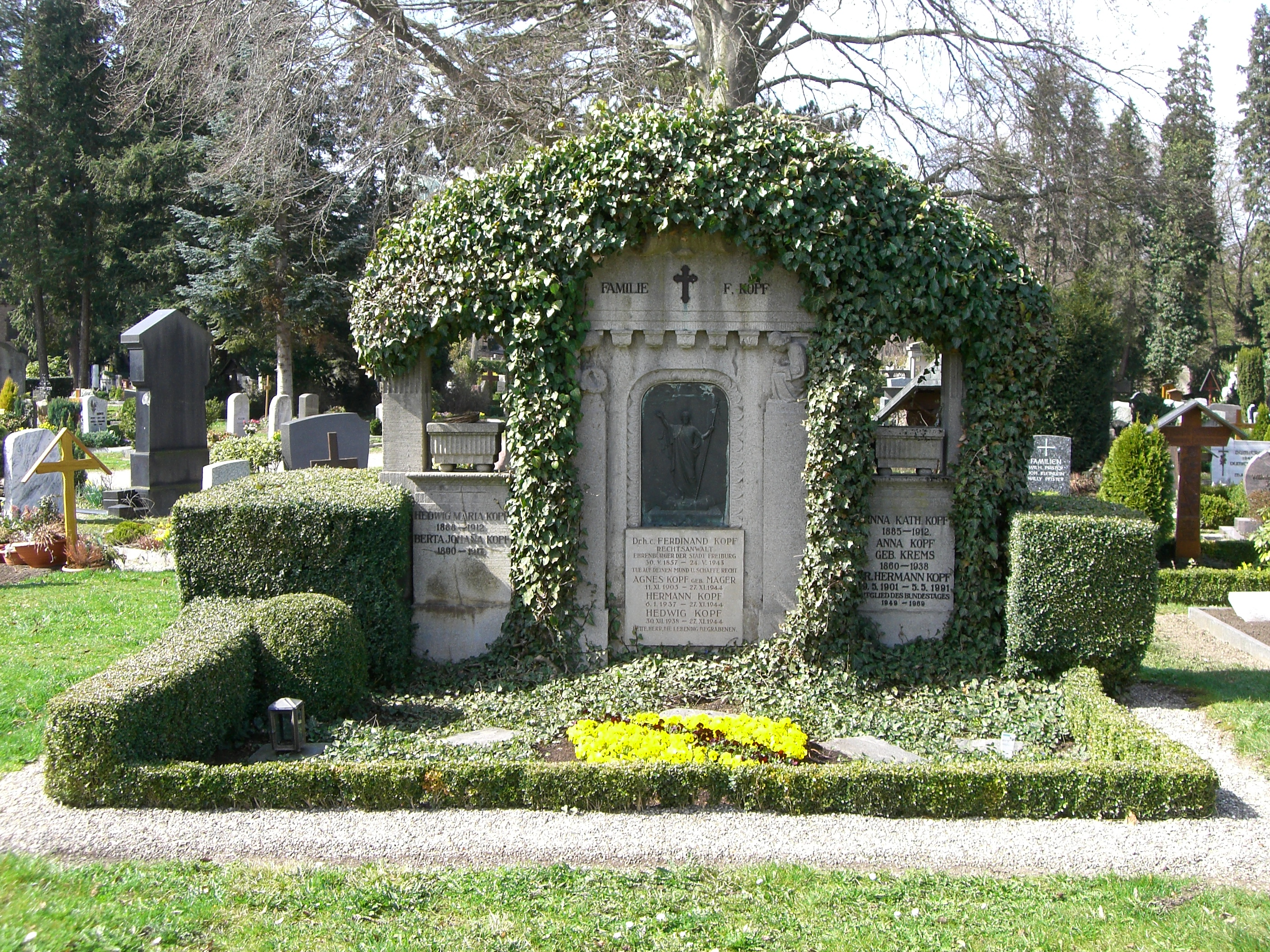
Grabmal der Familie Kopf auf dem Freiburger Hauptfriedhof

1927 wurde Ferdinand Kopf im Alter von 70 Jahren Ehrenbürger der Stadt Freiburg in Breisgau. Die juristische Fakultät verlieh ihm die Ehrendoktorwürde.